# Arrendersi o perire!
Arrendersi o perire! è un proclama emanato dal CLNAI e dal CVL il 19 aprile 1945 e diffuso il 25 aprile da Sandro Pertini dai microfoni di Radio Milano Liberata.

## Storia
Il proclama, diramato durante le ultime fasi della Resistenza italiana nel corso della seconda guerra mondiale e diffuso tramite quotidiani e manifesti in lingua italiana nel Nord Italia, intimava alle forze nazifasciste la resa incondizionata alle forze alleate, pena lo sterminio o la pena di morte mediante fucilazione per chi fosse stato catturato armato.
Esso era stato preceduto da una analoga serie, che aveva i seguenti titoli: "Della resa delle formazioni fasciste" (13 aprile); "Direttive per l'insurrezione nazionale" (16 aprile); "Invito allo sciopero dei ferrovieri" (19 aprile).
L'effettiva resa incondizionata delle forze tedesche in Italia (e con esse di quelle della RSI) verrà siglata pochi giorni dopo a Caserta, il 29 aprile 1945.

## Il proclama
La battaglia finale contro la Germania hitleriana volge a passi rapidi e sicuri verso il trionfo definitivo delle potenze alleate dei popoli democratici. La cricca hitleriana e fascista sente venire la propria fine e vuol trascinare nella rovina estrema le ultime forze che le restano e, con esse, il popolo e la nazione. È una lotta inutile ormai per i nazifascisti, è un suicidio collettivo. Una sola via di scampo e di salvezza resta ancora a quanti hanno tradito la patria, servito i tedeschi, sostenuto il fascismo: abbassare le armi, consegnarle alle formazioni patriottiche, arrendersi al Comitato di liberazione nazionale.
Arrendersi o perire!
È l’intimazione che deve essere fatta a tutte le forze nazifasciste, a quelle tedesche come a quelle italiane, a quelle volontarie fasciste come a quelle coscritte del cosiddetto esercito repubblicano. Sia ben chiaro per tutti che chi non si arrende sarà sterminato. Sia ben chiaro per i componenti delle forze armate del cosiddetto governo fascista repubblicano che chi sarà colto con le armi in mano sarà fucilato.
Solo chi abbandona oggi, subito, prima che sia troppo tardi, volontariamente, le file del tradimento, solo chi si arrende al Comitato di Liberazione Nazionale, consegna le armi – quante armi può – ai patrioti avrà salva la vita, se non si sarà macchiato personalmente di più gravi delitti.
Il Comitato di Liberazione Nazionale e le formazioni armate  del Corpo dei Volontari della Libertà non accettano e non accetteranno mai – in armonia con le decisioni dei capi responsabili delle Nazioni Unite – altra forma di resa dei nazifascisti che non sia la resa incondizionata. Che nessuno possa dire che, sull’orlo della tomba,  non è stato avvertito e non gli è stata offerta un’estrema ed ultima via di salvezza.»
(Ultimatum del CLNAI alle forze armate e ai funzionari della Germania nazista e della RSI, 19 aprile 1945)

## Scopo
Obiettivo del proclama era quello di preparare l'insurrezione generale del popolo italiano ed evitare ove possibile un inutile bagno di sangue: si era nelle ultimissime fasi di una lotta in cui ormai le sorti del conflitto erano segnate, con le forze tedesche in rotta nel tentativo di raggiungere la Germania e quelle fasciste intrappolate senza via di fuga.